# Халкевлери
Халкевлери (тур. Halkevleri; в ед. ч. ― Halkevi; буквальный перевод ― «народный дом») ― название просветительского проекта по защите гражданских прав турецкой общины. 

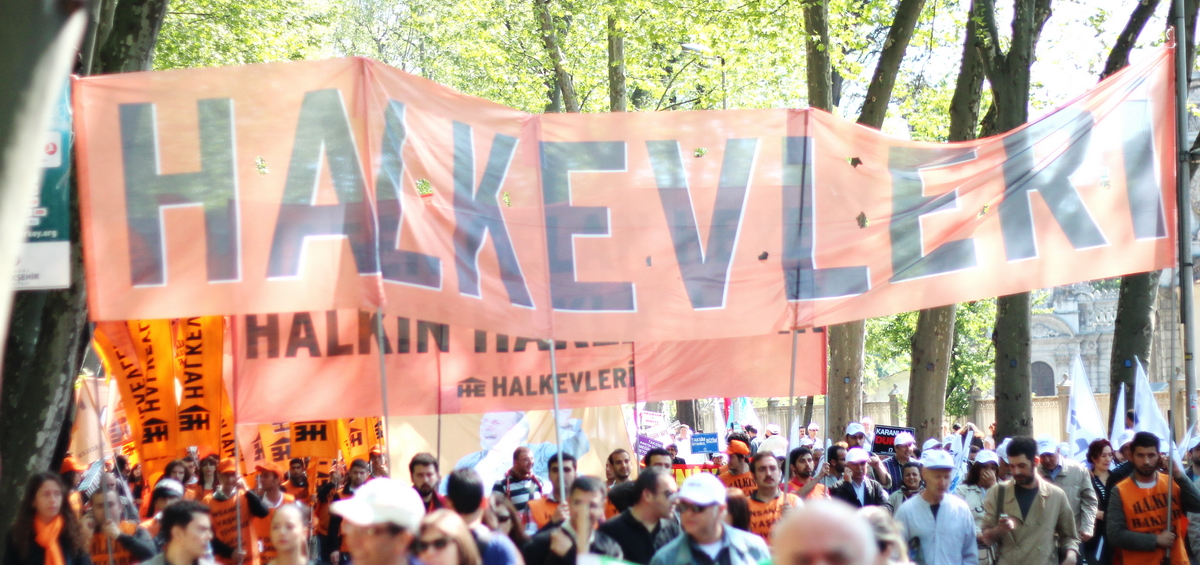
Халкевлери в мае 2012

## Предыстория
Турецкая Республика была провозглашена в 1923 году после серии разрушительных войн, сотрясавших Османскую империю. Погибло множество людей, в том числе и представителей интеллигенции. Кроме того, были потеряны самые прибыльные сельскохозяйственные земли, страна оказалась экономически несостоятельной. После провозглашения республики были приняты меры по повышению уровня грамотности и улучшению экономики. Однако великая депрессия стала ещё одним ударом по новой республике. Второй проблемой стала реакция консерваторов на реформы, особенно на секуляристские практики. 

## Масштаб проекта
Халкевлери был просветительским проектом. Первоначальной его аудиторией проекта были жители городов, чью поддержку реформам стремился получить Кемаль Ататюрк, основатель современной Турции. 
17 февраля 1932 года Халкевлери были открыты в 17 городах (Адана, Анкара, Болу, Бурса, Чанаккале, Шанлыурфа, Диярбакыр, Газиантеп, Стамбул, Измир, Конья, Малатья и Самсун), но уже вскоре их число возросло до 478. К 1940 году они появились и в деревнях. К 1950 году их общее число превысило 4000.

## Деятельность
Целью проекта было просвещение людей и уменьшение влияния консервативных кругов. Халкевлери предлагали бесплатные курсы на темы литературы, драмы, музыки, изобразительного искусства, устной и письменной речи, а также рукоделия и пошива одежды. При Халкевлери была построена 761 библиотека и читальный зал. 

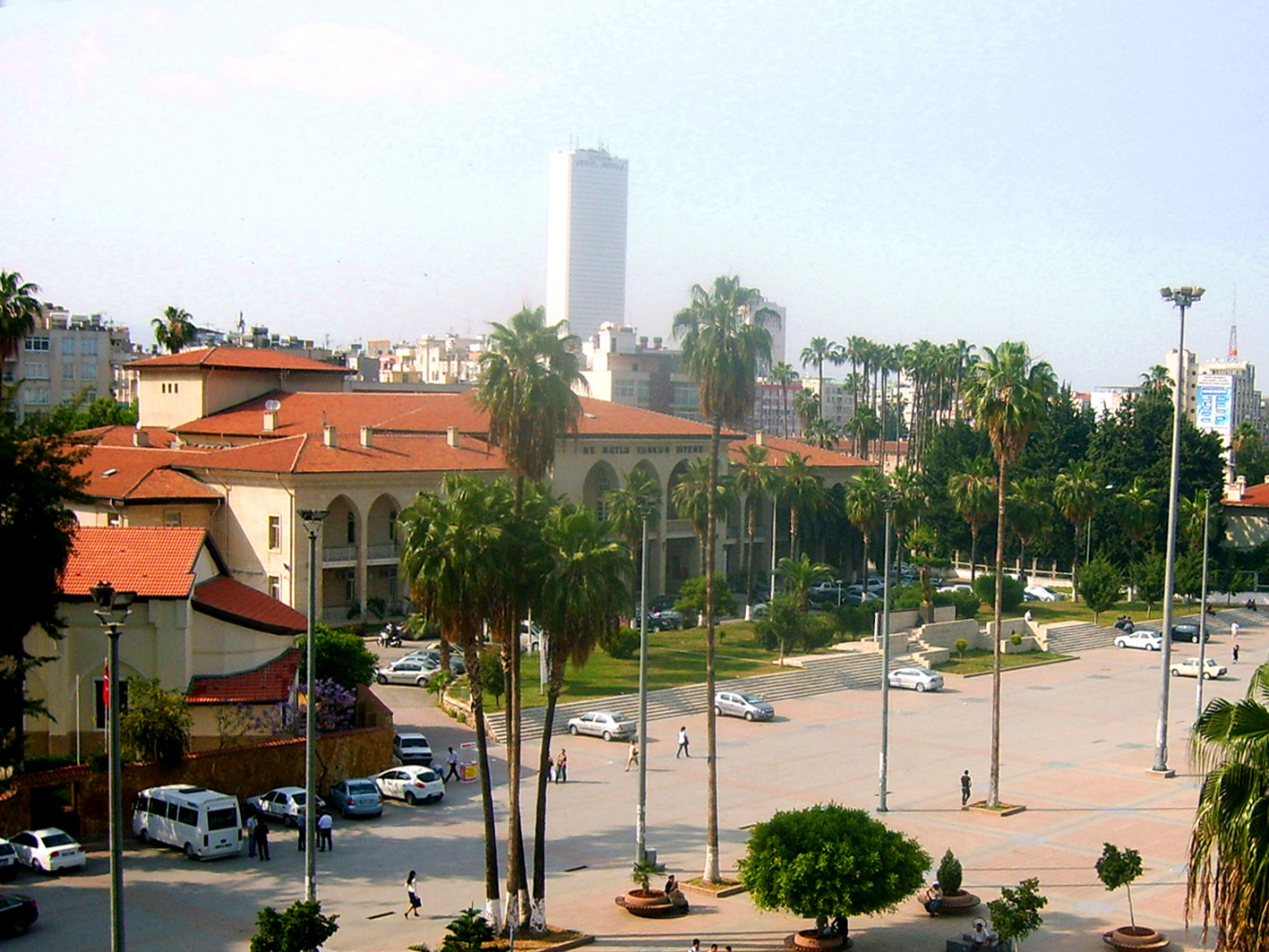
Здание Мерсин Халкеви, в настоящее время здесь располагается культурный центр и оперный театр

## Первый этап (1932–1951)
Халкевлери действовали как государственные организации с 1932 по 1951 год. В многопартийный период (после 1945 года) халкевлери подвергались жёсткой критике на том основании, что в них распространялась пропаганда правящей Республиканской народной партии. Оппозиционная Демократическая партия победила на выборах 1950 года. 8 августа 1951 года халкевлери были закрыты. 

## Второй этап (1963–1980)
В 1963 году халкевлери были вновь открыты, но уже не правительством, а гражданским сообществом. Они были уже полностью независимы от правительства и действовали как зонтичная организация сильных левых движений. Такое положение сохранялось до государственного переворота 1980 года, после чего они вновь были закрыты. 

## Третий этап (с 1987)

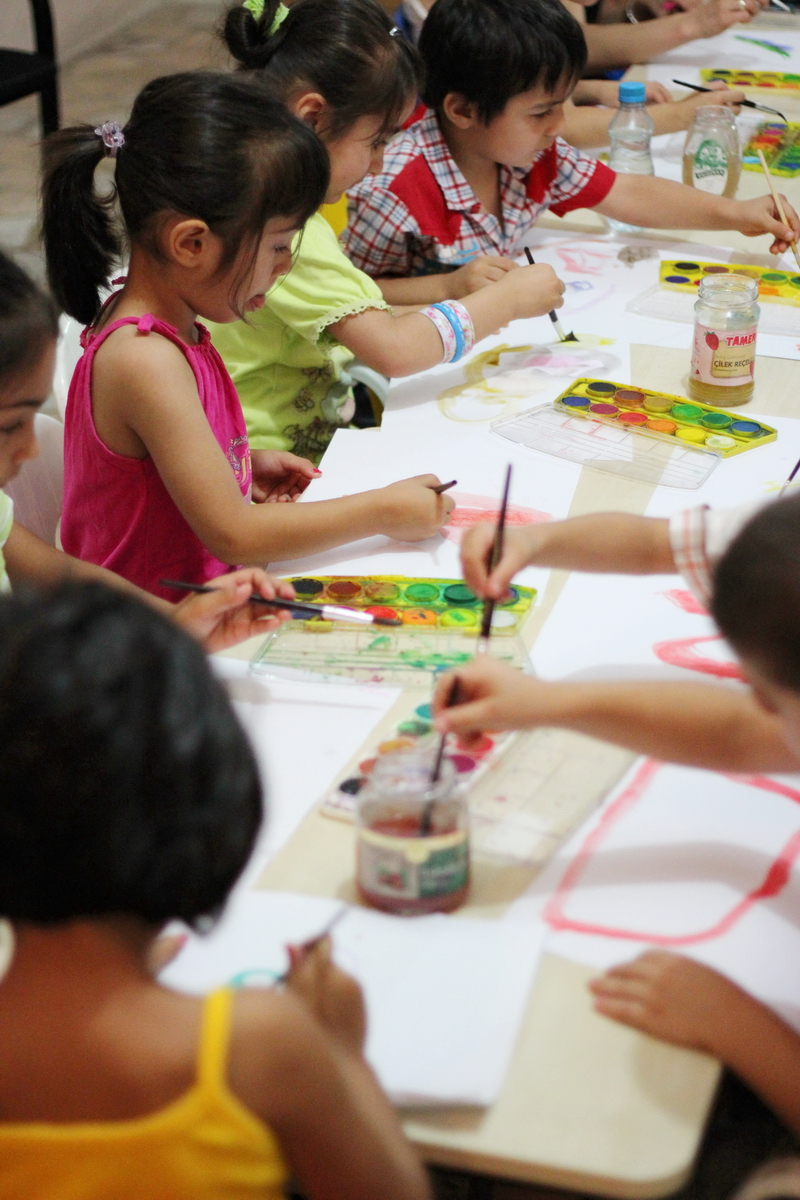
Летом дети получают бесплатные уроки от учителей-волонтёров в халкевлери.

В 1987 году халкевлери был вновь открыты по почину гражданского общества. Сегодня халкевлери действует как зонтичная организация борьбы за гражданские права, включая борьбу за «право на бесплатное образование», «право на бесплатное лечение», «право на жилье» и т. д. В настоящее время лидером объединения халкевлери является адвокат Оя Эрсой, которая известна своим участием в судебных процессах, затрагивающих права человека.